# توماس ويبر (لاعب كرة قدم أمريكية)
توماس ويبر (بالإنجليزية: Thomas Weber) هو لاعب كرة قدم أمريكية أمريكي، ولد في 27 سبتمبر 1987.

## وصلات خارجية
- توماس ويبر على موقع مرجع كرة القدم المحترفة.كوم (الإنجليزية)